# Пореево (Тверская область)
Пореево — деревня в Весьегонском муниципальном округе Тверской области.

## География
Деревня находится в северо-восточной части Тверской области на расстоянии приблизительно 23 км на северо-запад по прямой от районного центра города Весьегонск на левом берегу речки Шарица.

## История
Известна с 1628—1629 годов как «пустошь, что был починок Пореев на речке на Шарице» как владение московского Симонова монастыря. Дворов было 15(1859), 23 (1889), 54 (1931), 80(1963),. До 2019 года входила в состав Ёгонского сельского поселения до упразднения последнего.

## Население
Численность населения: 103 человека (1859 год), 141 (1889), 195 (1931), 204(1963), 0 (1993),, 1 (русские 100 %) в 2002 году, 1 в 2010, 0 (2017).